# نمول بنمي
نمول بنمي (الاسم العلمي:Alternanthera panamensis) هو نوع من النباتات يتبع جنس النمول من الفصيلة القطيفية.